# 乌镇路
乌镇路是位於中國上海市靜安區的一條南北走向道路，道路北起天目中路，南至光復路與烏鎮路橋相連，道路名稱來自浙江烏鎮。道路全长481米，宽12.4-18.8米。

## 歷史
1913年時，只有靠近苏州河的一小段道路才是乌镇路，其他路段都是河流。當時徐冠南在上海定居，他將土地捐出來造路後，要求將道路起名為烏鎮路。1914-1925年间，河流被填埋，烏鎮路的其他路段陸陸續續修建。一開始烏鎮路是弹石路路面。1923年當局将曲阜西路至天目中路一段路面加高。1929年工务局將道路改筑为小方石块路面。中華人民共和國成立後改为瀝青混凝土路面。